# 伊曼紐爾·列維納斯
伊曼紐爾·列維納斯（法語：Emmanuel Lévinas，法語：[emanɥɛl ləvinas]，1906年1月12日—1995年12月25日），當代猶太裔法國哲學家，出生於今日的立陶宛共和國，在1928年於弗萊堡大學跟隨胡塞爾研究現象學。他對海德格的《存在與時間》有深入的研究，其著作可以說是對海德格的一種批判與延續。列維納斯認為，胡塞爾的現象學與海德格的存有哲學的盲點在於，其整體的思想結構都關注在「存有者」通往「存有」的存有論途徑上，他則是逆向思考，思索「存有」如何到「存有者」，並且堅稱存有者須將優先性交還給「他者」。

## 生平

### 從立陶宛到法國
列維納斯，又译作莱维纳斯，1905年12月30日（此為俄國當時所用的儒略曆，即公曆1906年1月12日）生於立陶宛考那斯。幼年在立陶宛接受过传统的犹太教育。二战后，师从神秘的犹太导师喬查尼先生研习《塔木德经》(犹太教法典)。直到生命的后期列维纳斯才承认舒沙泥对其学术影响的重要性。
列维纳斯于1924年進入法国阿尔萨斯的斯特拉斯堡大学。起初興趣在古典學、社會學和心理學，而後轉向哲學。其哲學興趣源自於就讀猶太高中時所閱讀的俄國文學，如普希金、杜斯妥也夫斯基等人的作品。列維納斯重心轉移之後，尤其對胡塞爾及柏格森的學說感到興趣。1926年，列維納斯遇見了他一生的学术伙伴——法国哲学家、文學家莫里斯·布朗肖。他們倆彼此交換自己的思想，列維納斯介紹俄國的文學作品給布朗肖，而布朗肖則介紹普魯斯特以及法國詩人保罗·瓦勒里的作品給列維納斯。他們一生始終都是親密的朋友，在二戰期間，布朗肖曾協助列維納斯的妻子逃離巴黎。1928年他转去弗莱堡大学跟随胡塞尔研习现象学，後來在胡塞爾的建議之下，列維納斯繼續留在弗萊堡與胡塞爾指定的繼承人海德格尔學習。于是列维纳斯成为最先关注海德格尔与胡塞尔的法国知识分子，并翻译了胡塞尔的著作《笛卡尔的沉思》(與其斯特拉斯堡的同學Gabrielle Pfeiffer女士合譯)，其后也将他们的思想引介到自己的哲学之中，例如《胡塞尔现象学中的直觀理论》、《实体与存在》等。
刊发于纽约时报的列维纳斯讣告提到，他对自己付之于海德格尔的热情表示遗憾，因为后者与纳粹关系紧密。甚至在一次公开的演讲中列维纳斯提到，人们应该以宽恕之心对待德国人所犯下的罪行，但海德格尔不应被宽恕。
博士毕业后，列维纳斯到巴黎的一所私立犹太中学，后进入高等教育体系。他先于1961年在普瓦提埃大学教书，后于1973年来到索邦大学(巴黎第四大學)，直到1979年退休。他也是瑞士弗莱堡大学的兼职教授，并于1989年荣获巴尔扎恩哲学奖。
列维纳斯于50年代进入法国知识分子的思想前沿，他的观念基于“它者的规范”或按他自己的话讲“规范为哲学第一本位”。对于列维纳斯来讲，它者是不可知的，并且无法凝练出基于自我的客观规律，因为这只会囿于传统的形而上学观念（这被列看做是本体存在论）。他更倾向于把哲学看作是“爱的智慧”而非传统希腊语中的“智慧之爱”。这样，规范成为独立于主观的实体，成为凌驾于主体的民族责任；继而这种责任超越了客体对真实之探索的意义本身。

## 主要著作
- 《胡塞爾哲學中的直觀理論》
- 《从存在到存在者》
- 《和胡塞尔、海德格尔一起发现存在》、《整体与无限:论外在性》、《别样于存在或超過本质之處》、《伦理与无限》
- 《塔木德四講》
- 《上帝·死亡和時間》